# Johann Franz Otto

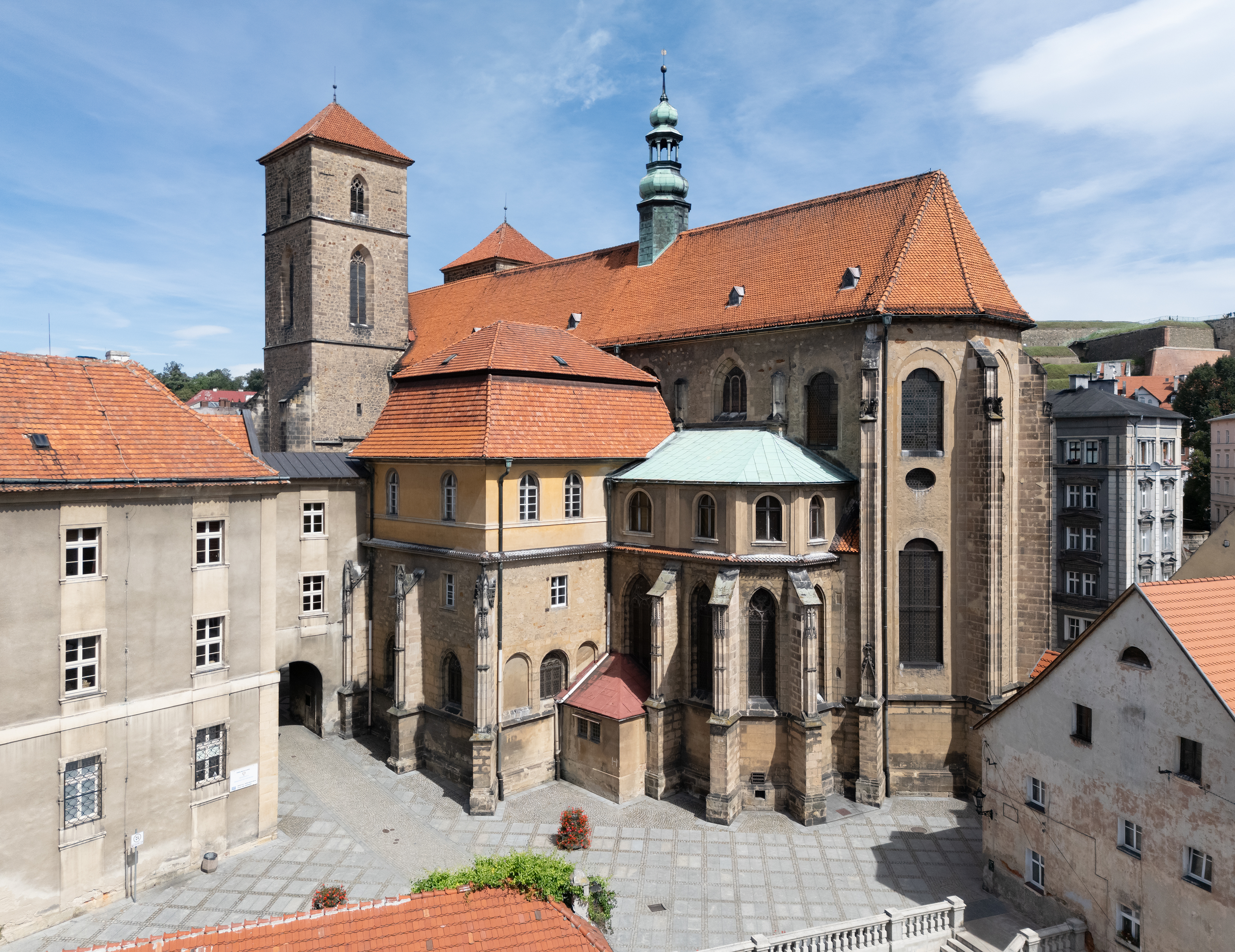
Kłodzka fara, w której przez wiele lat swojego życia Johann Franz Otto był organistą

Johann Franz Otto (ur. 4 września 1732 w Jaszkowej Dolnej, zm. 5 grudnia 1805 w Kłodzku) – niemiecki muzyk, kompozytor, organista.

## Życiorys
Pochodził z Jaszkowej Dolnej, gdzie urodził się w 1732 roku. Ukończył Kolegium Jezuickie w Kłodzku, pobierając tam nauki muzyk od organisty miejscowej fary Paula Frömera. Od 1756 roku był rozpoczął tam pracę początkowo jako pomocnik organisty, a następnie organista. Grał także na innych instrumentach, w tym flecie, lutni i harfie. Zajmował się ponadto zbieraniem lokalnych pieśni religijnych oraz ludowych, które zapisywał, a następnie wprowadzał do ogólnego śpiewu podczas nabożeństw.
Jego muzyczne umiejętności zyskały uznanie u króla Prus Fryderyka II Wielkiego, który przy okazji każdej inspekcji twierdzy kłodzkiej wzywał go i prosił o występ. W 1776 roku Johann Franz Otto objął stanowisko nauczyciela muzyki w Seminarium Nauczycielskim w Kłodzku. Komponował popularne w diecezji wrocławskiej i wielkim dekanacie kłodzkim utwory religijne (msze, offertoria, introity, graduały, responsoria) oraz instrumentalne na organy, fortepian. Wielkie znaczenie posiadają jego towarzyszenia organowe Neues vollständiges Choralbuch, wydane we Wrocławiu w 1784 roku. Był to wówczas najobszerniejszy zbiór muzyki kościelnej w diecezji wrocławskiej. Zmarł w 1805 roku w Kłodzku. Zalicza się do najwybitniejszych organistów na Śląsku w XVIII wieku.